# مادلين فيشر
مادلين فيشر هي سيدة أعمال ومصورة وممثلة سويسرية، ولدت في 12 نوفمبر 1935 في رومانسهورن في سويسرا، وتوفيت في 8 أبريل 2020 في غوبيو في إيطاليا.

## وصلات خارجية
- مادلين فيشر على موقع IMDb (الإنجليزية)
- مادلين فيشر على موقع أول موفي (الإنجليزية)
- مادلين فيشر على موقع قاعدة بيانات الأفلام السويدية (السويدية)
- مادلين فيشر على موقع قاعدة بيانات الفيلم (الإنجليزية)
- مادلين فيشر على موقع كينوبويسك (الروسية)